# Morro do Pai Inácio
O Morro do Pai Inácio é uma elevação que se localiza no município baiano de Palmeiras, na Chapada Diamantina. Está inscrito no Livro do Tombo Arqueológico, Etnográfico e Paisagístico, e, em conjunto com outros morros, estruturas geológicas e vegetais na região, é excelente para a realização de estudos em diversas áreas.

## A lenda de Pai Inácio
No século XIX, um escravo chamado Pai Inácio fugiu, após ser descoberto o seu amor pela senhora. Tendo sido acuado no topo do atual Morro do Pai Inácio, com apenas um guarda-sol, jogou-se do morro para escapar de uma morte a tiros. De forma milagrosa, então, teria sido salvo da queda, acontecimento que teria dado origem à lenda.
Um curta-metragem da década de 1980, chamado "A Lenda de Pai Inácio" foi criado em homenagem a esta lenda.